# Municipio de Silver Lake (Kansas)
El municipio de Silver Lake (en inglés: Silver Lake Township) es un municipio ubicado en el condado de Shawnee en el estado estadounidense de Kansas. En el año 2010 tenía una población de 2024 habitantes y una densidad poblacional de 42,49 personas por km².

## Geografía
El municipio de Silver Lake se encuentra ubicado en las coordenadas 39°6′9″N 95°51′33″O / 39.10250, -95.85917. Según la Oficina del Censo de los Estados Unidos, el municipio tiene una superficie total de 47.63 km², de la cual 46.1 km² corresponden a tierra firme y (3.21%) 1.53 km² es agua.

## Demografía
Según el censo de 2010, había 2024 personas residiendo en el municipio de Silver Lake. La densidad de población era de 42,49 hab./km². De los 2024 habitantes, el municipio de Silver Lake estaba compuesto por el 96.44% blancos, el 0.3% eran afroamericanos, el 0.99% eran amerindios, el 0.3% eran asiáticos, el 0.25% eran isleños del Pacífico, el 0.3% eran de otras razas y el 1.43% pertenecían a dos o más razas. Del total de la población el 3.41% eran hispanos o latinos de cualquier raza.